# Mel Previte
Carmelo Previte, detto Mel (Bari, 11 giugno 1964), è un chitarrista italiano, noto al pubblico come componente dei Rocking Chairs e per la sua ultradecennale collaborazione con Luciano Ligabue.

## Gli esordi
Originario di Bari, ma da anni residente a Modena, Mel Previte inizia a suonare la chitarra a 11 anni, ma dopo alcune lezioni decide di lasciar perdere. Passeranno 4 anni prima che decida di riprendere in mano lo strumento, studiandolo stavolta da autodidatta. Alcuni anni dopo Previte inizia a fare gavetta in alcuni gruppi, come Carmelo e i baci, girando per i club, fatto che lo formerà professionalmente e lo introdurrà nell'ambiente musicale. Nel bel mezzo degli anni ottanta conosce per caso Max Marmiroli, sassofonista dei Rocking Chairs, gruppo emergente emiliano: Marmiroli lo invita a un provino, che Mel supera, diventando così il chitarrista solista del gruppo nel 1986. Coi Rocking Chairs Previte incide gli album New Egypt nel 1987 e Freedom Rain nel 1989, inoltre si ritrova a suonare con il batterista Roberto Pellati e il bassista Antonio Righetti, coi quali condividerà la gran parte della propria carriera musicale. Il gruppo in quegli anni ottiene un buon successo a livello nazionale, varie volte è ospite di trasmissioni Rai, e collabora con Willie Nile, Elliott Murphy e Robert Gordon. Inoltre i Rocking Chairs vengono descritti come una delle migliori cover band di Bruce Springsteen, grazie anche al frontman Graziano Romani, grande ammiratore del Boss.
Ma per Mel alla lunga non è stimolante esibirsi con dei pezzi altrui, così decide di lasciare il gruppo, pur facendo negli anni alcune ospitate nei lavori dei Rocking Chairs e in quelli solisti di Romani.

## La collaborazione con Ligabue
(Luciano Ligabue)
Terminata l'esperienza coi Rocking Chairs, Previte continua il suo lavoro principale di bancario, che ha sempre portato avanti parallelamente alla sua esperienza musicale, finché nel 1994 "Rigo" Righetti gli propone di fare un provino per Luciano Ligabue: il rocker emiliano ha da poco terminato il sodalizio artistico coi Clan Destino, e per la sua nuova band ha già reclutato Rigo, "Robby" Pellati e l'ex chitarrista dei Litfiba, Federico Poggipollini, ma a quest'ultimo, chitarrista di estrazione decisamente rock, vuole affiancarne uno con cui sperimentare delle nuove sonorità per i suoi nuovi pezzi. Dopo aver inizialmente rifiutato, ritenendosi non adeguato a raccogliere l'eredità del chitarrista dei Clan Destino Max Cottafavi, Mel viene convinto da Righetti e così sostiene il provino davanti a Luciano. Un anno dopo Previte viene reclutato da Ligabue, e la nuova band del rocker di Correggio, chiamata La Banda, è al completo. Il primo lavoro in cui Previte partecipa è Buon compleanno Elvis, album a cui collabora credendo di essere un semplice turnista, ma non sarà così: Mel suonerà in tutti i pezzi, e da lì in poi parteciperà a molti degli album incisi da Ligabue, prendendo parte alla maggior parte dei tour dell'artista nel corso degli anni di questa collaborazione. Sia negli stadi che nei teatri, oltre che come chitarrista, si è fatto apprezzare dal pubblico anche per i suoi assoli di sax, strumento che negli anni ha imparato a suonare a un buon livello.
Dopo il tour di ElleSette del 2007 nel quale lo troviamo alle chitarre a fianco di Max Cottafavi (Molti fans di Ligabue si sono ritenuti molto soddisfatti della scelta fatta dal rocker correggese), Ligabue si avvarrà delle chitarre di Federico Poggipollini e Niccolò Bossini (oltre che del produttore Corrado Rustici) sia nei tour che nei dischi, sostituendo tutti gli altri componenti della Banda. Dopo un'apparizione con gli altri componenti di quest'ultima al raduno del fan club ufficiale del cantante nel 2010, Previte viene scelto da Ligabue come chitarrista per il suo tour teatrale del 2011. Nello stesso anno Previte e La Banda tornano a condividere il palco con Ligabue per una parte del concerto evento di Campovolo 2.0, da cui saranno prodotti anche un film in 3D e un album live (Campovolo 2.011), in cui La Banda incide anche la versione in studio di uno dei tre inediti inclusi, Sotto bombardamento. Quattro anni dopo per il terzo concerto a Campovolo, Previte e gli altri musicisti de La Banda si esibiscono di nuovo con Ligabue nel secondo dei tre set, in cui viene eseguito interamente l'album Buon compleanno Elvis a vent'anni dall'incisione.

## Altri lavori
Previte, chitarrista versatile, capace di esprimersi con disinvoltura sia con la chitarra elettrica che con l'acustica, è dotato di una buona tecnica e di uno stile che risente di influenze jazz e blues. Parallelamente al ruolo di chitarrista della Banda Mel Previte ha sempre portato avanti alcuni side project, tra cui quello di maggior rilievo è la band Mel Previte & the Gangster of Love, creata con gli amici di lunga data Righetti e Pellati, che reinterpreta molti successi del rock americano degli anni cinquanta e sessanta. In questo progetto Previte è anche il cantante del gruppo. Il trio ha all'attivo l'album di cover "On/Off", pubblicato da Rivertale Productions nel 2016.
Previte ha inoltre prodotto insieme a Daniele Bagni l'album di esordio di Stecca, denominato Stecca !!!! e pubblicato nel giugno 2009.